# Кугар таун
Кугар таун (енгл. Cougar Town) је америчка телевизијска хумористичка серија. Прва епизода је премијерно приказана 23. септембра 2009. на каналу АБЦ, а од 2013. четврта сезона се емитује на ТБС каналу. Серија прати живот Џулс, разведене жене која је успешна у послу али нема среће у љубави.

## Радња
Џулс је разведена самохрана мајка која истражује истину о везама и старењу у друштву опседнутом лепотом и младошћу. Док су већина жена у својим двадесетим пролазиле кроз живот доживљаваљући изазове и често смешне клопке упознавања мушкараца, Џулс је преузела одговорности брака и одгајања сина. Она у својим четрдесетим креће на путовање самооткрића окружена другим разведеним колегама и самцима који су жељни доживљавања и пре-доживљавања једног прошлог доба. Џулсина подршка су: Лори, млађа и импулсивна колегиница која је подстрекује на изласке и забаву. Ели, саркастична присна пријатељица која је задовољна својим браком са просечним супругом и Џулсиним бившим мужем Бобијем, неуспехом који често изазива њено стрпљење док заједно одгајају свог сина тинејџера.

## Улоге
| Глумац       | Улога |
| ------------ | ----- |
| Кортни Кокс  | Џулс  |
| Бјуси Филипс | Лаура |
| Криста Милер | Ели   |
| Ден Берд     | Меги  |

## Сезоне
| Сезона | Сезона | Епизоде | Премијерно емитовање | Премијерно емитовање |
| Сезона | Сезона | Епизоде | Почетак емитовања    | Завршетак емитовања  |
| ------ | ------ | ------- | -------------------- | -------------------- |
|        | 1      | 24      | 23. септембар 2009.  | 19. мај 2010.        |
|        | 2      | 22      | 22. септембар 2010.  | 25. мај 2011.        |
|        | 3      | 15      | 14. фебруар 2012.    | 29. мај 2012.        |
|        | 4      | 15      | 8. јануар 2013.      | 9. април 2013.       |
|        | 5      | 13      | 7. јануар 2014.      | 1. април 2014.       |
|        | 6      | 13      | 6. јануар 2015.      |                      |